# Brisingidae
De Brisingidae zijn een familie van zeesterren uit de orde Brisingida.

## Geslachten
- Astrolirus Fisher, 1917
- Astrostephane Fisher, 1917
- Brisinga Asbjørnsen, 1856
- Brisingaster De Loriol, 1883
- Brisingenes Fisher, 1917
- Hymenodiscus Perrier, 1884
- Midgardia Downey, 1972
- Novodinia Dartnall, Pawson, Pope & B.J. Smith, 1969
- Odinella Fisher, 1940
- Stegnobrisinga Fisher, 1916
- Parabrisinga Hayashi, 1943

## Niet geaccepteerde namen
- Brisingella Fischer, 1917, synoniem van Hymenodiscus
- Craterobrisinga Fisher, 1916, synoniem van Brisinga
- Gymnobrisinga Studer, 1884, synoniem van Labidiaster
- Odinia Perrier, 1885 non Odinia Robineau-Desvoidy, 1830 (Diptera), synoniem van Novodinia

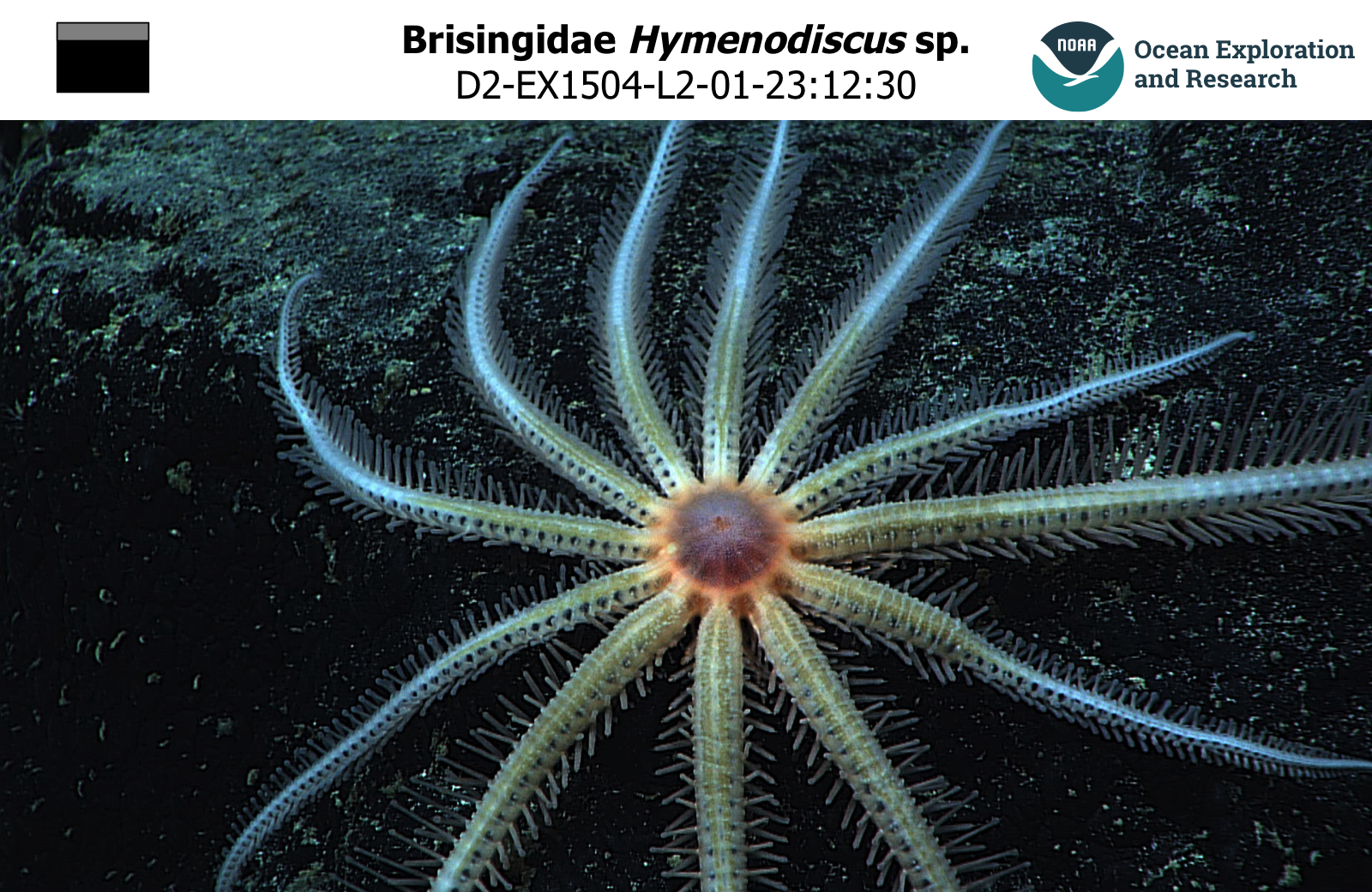
Hymenodiscus sp.
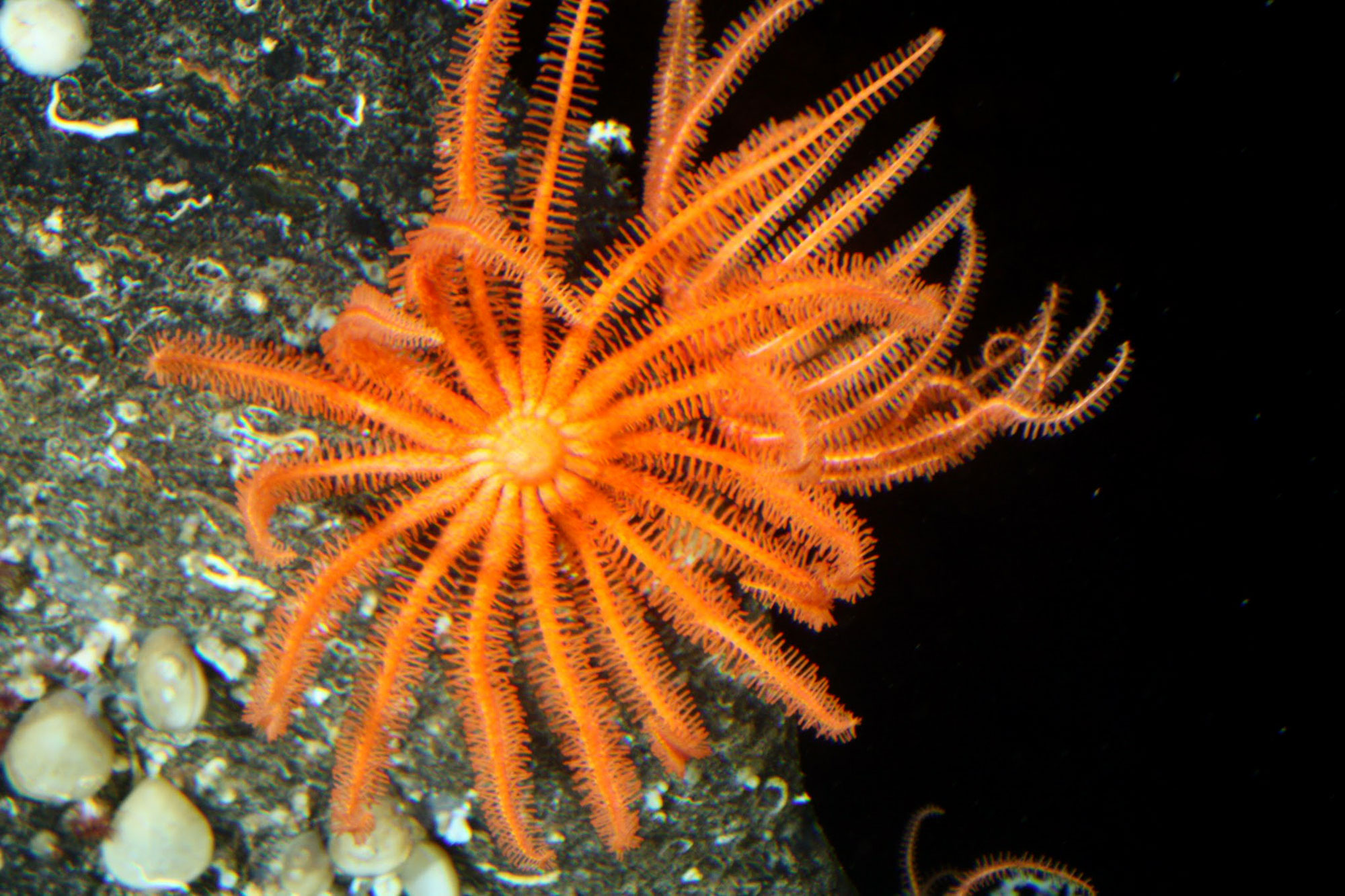
Novodinia antillensis
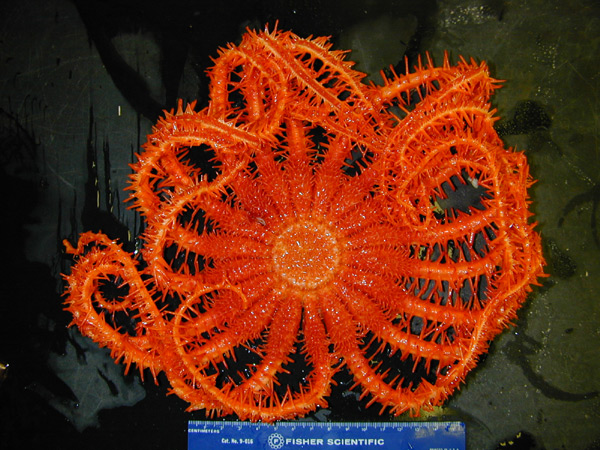
Novodinia sp.
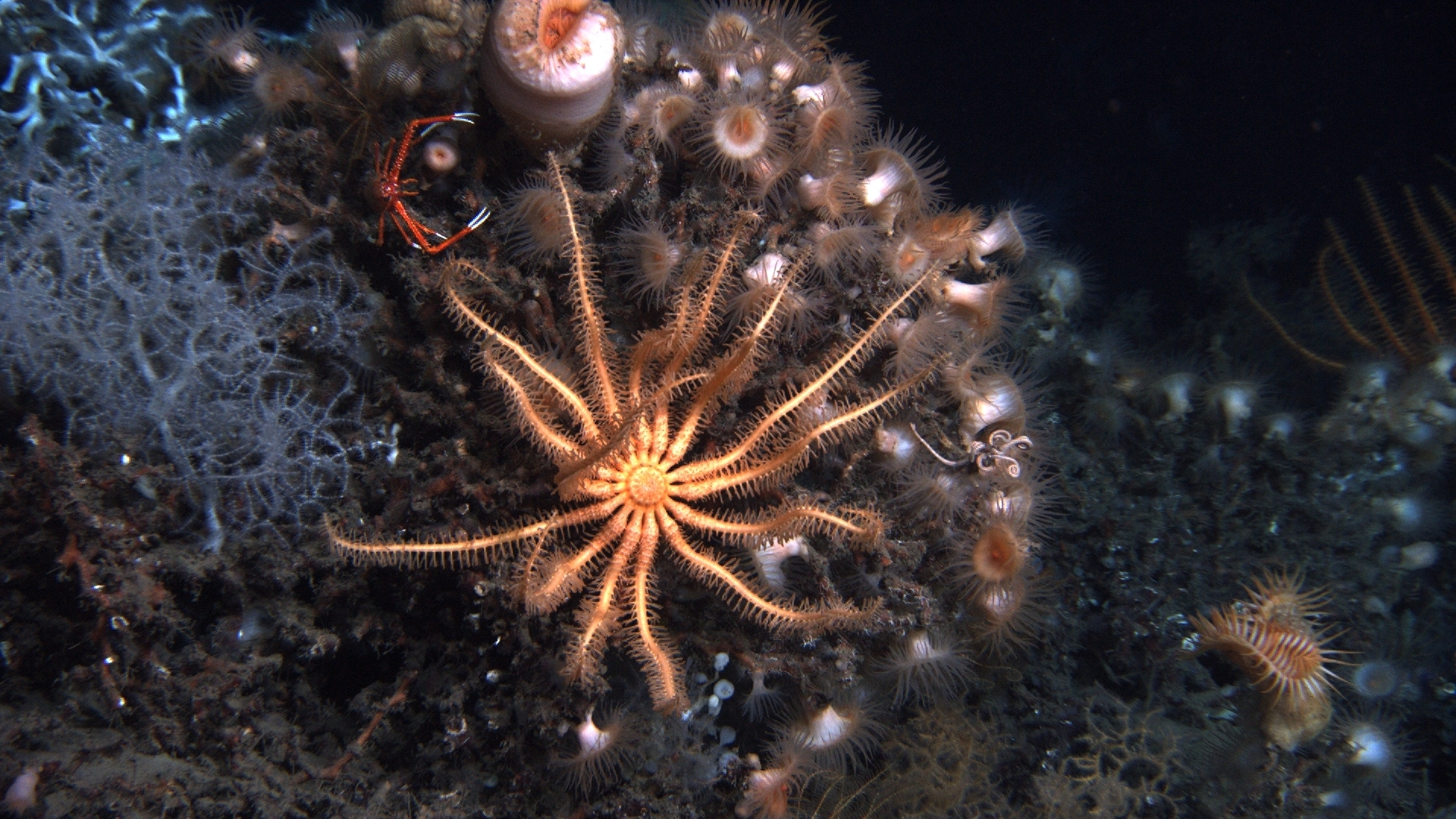
Novodinia sp.